# 施内肯洛厄
施内肯洛厄是德国巴伐利亚州的一个市镇。总面积9.31平方公里，总人口1093人，其中男性522人，女性571人（2011年12月31日），人口密度117人/平方公里。